# Trasferimento genico orizzontale
Il trasferimento di geni orizzontale o trasferimento genico orizzontale (acronimo TGO, in inglese HGT da horizontal gene transfer), anche conosciuto come trasferimento di geni laterale (acronimo TGL), è un processo nel quale un organismo trasferisce materiale genetico ad un'altra cellula non discendente.
Il suo contrario è il trasferimento verticale, vale a dire il fenomeno della riproduzione, col quale un organismo riceve il materiale genetico dei suoi antenati dai suoi genitori. Finora, la maggior parte degli studi genetici si è concentrata sul trasferimento verticale, ma sembrerebbe che anche il trasferimento orizzontale sia un fenomeno significativo. Il trasferimento artificiale di geni orizzontali è una forma di ingegneria genetica.

## Storia
Questo meccanismo fu scoperto per caso nel 1928 dall'ufficiale sanitario inglese Fred Griffith nel laboratorio di patologia del ministero, in cui lavorava indagando sulla polmonite batterica con William M.Scott. Gli studi vennero ripresi negli anni quaranta da Oswald Awery che pubblicò i risultati nel 1944.

## Descrizione
"Sempre più, gli studi sopra i geni e genomi indicano che un considerevole trasferimento di geni orizzontale è successo tra i procarioti". "Mentre il trasferimento di geni orizzontale è un fenomeno conosciuto tra i batteri, è però solo verso gli ultimi 10 anni che la sua esistenza è stata riconosciuta anche per le piante complesse e gli animali. L'ambito del trasferimento di geni orizzontali è essenzialmente tutta la biosfera, dove i batteri e i virus agiscono sia come intermediari del traffico di geni che come magazzini per la moltiplicazione e ricombinazione di geni (il processo di creazione di nuove combinazioni di materiale genetico)".
Il trasferimento genico orizzontale è stato trattato erroneamente in alcuni gruppi come "il nuovo paradigma della biologia"; benché per la comunità scientifica sarebbe soltanto un altro meccanismo biologico in più nell'evoluzione biologica, che produce anche variazione genetica. Allo stesso modo si utilizza come argomento dei "pericoli dell'ingegneria genetica".

## TGO nei procarioti
Il trasferimento genico orizzontale è comune fra i batteri, anche fra quelli che sono distanti. Questo processo si considera come una causa importante nella resistenza ai farmaci. Quando una cellula batterica consegue tale resistenza, può trasferire rapidamente questi geni ad altre specie. I batteri enterici interscambiano materiale genetico attraverso l'apparato gastrointestinale nel quale vivono. Esistono 3 meccanismi comuni di trasferimento genico orizzontale:
- Trasformazione, l'alterazione genetica della cellula risultante dalla introduzione, assorbimento ed espressione del materiale genetico di altri batteri (DNA o RNA). Questo processo è relativamente comune nei batteri, ma meno comune negli eucarioti. La trasformazione normalmente si usa per inserire nuovi geni in batteri da esperimenti, o per applicazioni industriali e mediche di ingegneria genetica.

- Trasduzione, il processo nel quale il DNA di un batterio passa ad un altro attraverso un virus batterico (un batteriofago).
- Coniugazione batterica, un processo col quale una cellula batterica vivente trasferisce materiale genetico attraverso il contatto con altra cellula mediante un pilo coniugativo.

## TGO negli eucarioti
L'analisi delle sequenze di DNA suggerisce che il trasferimento di geni orizzontale sia accaduto molto raramente anche tra gli eucarioti, dal loro cloroplasto e dal genoma mitocondriale fino al genoma nucleare. Questo indusse il genetista tedesco Bill Martin, nel 1988, a descrivere questo fenomeno come "trasferimento endosimbiontico"
Come viene stabilito dalla teoria endosimbiotica, i cloroplasti e i mitocondri si originarono probabilmente come endosimbiosi di un progenitore con una cellula eucariota. Il trasferimento di geni orizzontale dai batteri ad alcuni funghi è molto ben documentato, specialmente per quel che riguarda il lievito Saccharomyces cerevisiae. Ci sono anche evidenze recenti del fatto che la coccinella del fagiolo messicano (Epilachna varivestis) ha conseguito materiale genetico tramite le sue endosimbiosi (senza beneficio) con la Wolbachia. Tuttavia, questa affermazione è discussa e l'evidenza è inconcludente.
Il confronto di sequenze suggerisce il grande trasferimento recente di geni orizzontali tra molte specie, anche attraverso le frontiere dei domini filogenetici. In questo modo determinare la storia filogenetica di una specie non può ottenersi in tutti i casi, ma soltanto determinando gli alberi evolutivi di ogni gene" separatamente  Archiviato il 16 ottobre 2005 in Internet Archive.; per il quale ugualmente si utilizza il confronto tra i risultati ottenuti dai vari geni, onde evitare questo problema.